# Kesiman (Denpasar Timur)
Kesiman is een bestuurslaag in het regentschap Denpasar van de provincie Bali, Indonesië. Kesiman telt 14.960 inwoners (volkstelling 2010).